# Alfred Lemercier
Pour les articles homonymes, voir Lemercier.
Alfred Léon Lemercier (1831-1900) est un imprimeur-lithographe et un éditeur français.

## Biographie

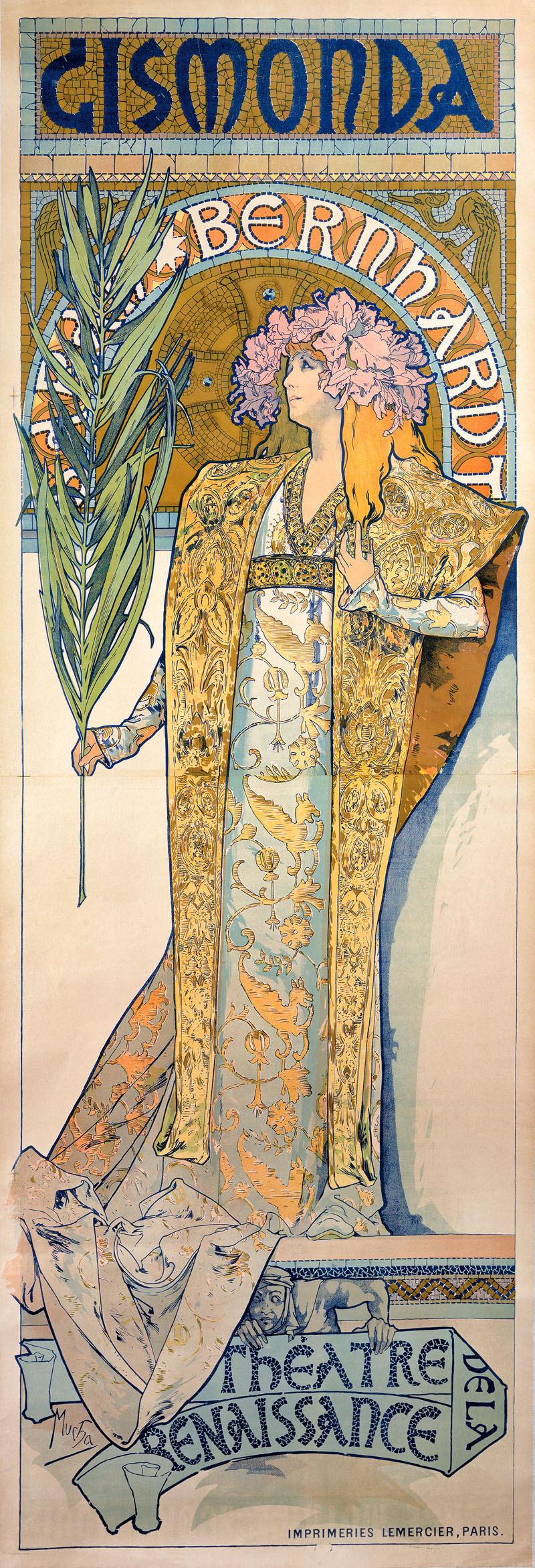
Affiche de Gismonda(1894) par Alfons Mucha.

Fils du lithographe Ambroise Lemercier (1807-1889), Alfred Léon naît le 29 juillet 1831 à Paris. Il appartient à une famille parisienne entièrement dévolue au monde de l'imprimerie sur pierre. Son oncle, Joseph-Rose Lemercier (1803-1887), a fondé en 1828, dans le quartier de Saint-Germain-des-Près, une imprimerie qui va, en deux décennies, devenir la principale entreprise de cette nature sur la capitale. En 1852, l'Imprimerie Lemercier s'installe au 52 de la rue de Seine. Le jeune Alfred y fait son apprentissage, d'abord auprès de Jacques-François Llanta (1807-1864), puis passe par les ateliers de Jean Gigoux et Émile Lassalle. En 1863, il expose au Salon de Paris des lithographies avec Jean-Adolphe Bocquin. 
Fin des années 1870, il prend la direction de l'imprimerie familiale et associe aux affaires son fils Léon. Il intègre à sa production la photoglyptie. En décembre 1884, il cofonde avec Paul Maurou, la Société des artistes lithographes français et la préside jusqu'en 1891, année d'un premier dépôt de bilan. Cette année-là et l'année suivante, il expose au Salon des artistes français dont il est membre, des lithographies. Très lié aux milieux artistiques, Alfred produit de nombreuses affiches de spectacles signées par Jules Chéret, Henri Boutet, Manuel Orazi, entre autres. Fin 1894, l'affiche pour Gismonda signée Alfons Mucha commandée par Sarah Bernhardt, directrice du Théâtre de la Renaissance, vaut à l'imprimerie un succès retentissant (4 000 exemplaires collées dans tout Paris), les passants arrachaient les dites affiches sur les colonnes Morris pour s'en emparer. Sarah Bernhardt met fin à d'autres commandes, et en 1897, déclenche un procès coûteux pour la firme, qui perd le contrat au profit des établissements Champenois. Un nouveau dépôt de bilan met un terme aux activités de l'imprimerie, qui ferme en 1901,. 
Alfred Lemercier meurt le 15 septembre 1900 à Nanterre, commune où il réside au no 25, boulevard du Midi, et, est inhumé au cimetière du Montparnasse (8e division).
Lemercier est, entre autres, le maître d'Auguste Clot,.